# Landour
Landour là một thị xã quân sự (cantonment) của quận Dehradun thuộc bang Uttaranchal, Ấn Độ.

## Nhân khẩu
Theo điều tra dân số năm 2001 của Ấn Độ, Landour có dân số 3250 người. Phái nam chiếm 55% tổng số dân và phái nữ chiếm 45%. Landour có tỷ lệ 78% biết đọc biết viết, cao hơn tỷ lệ trung bình toàn quốc là 59,5%: tỷ lệ cho phái nam là 85%, và tỷ lệ cho phái nữ là 70%. Tại Landour, 8% dân số nhỏ hơn 6 tuổi.